# SNVI 100 L6
 (juin 2018).
SNVI 100 L6 est un autobus construit par le constructeur algérien SNVI. C’est un autobus interurbain de transport de personnes d'une capacité de 100 places.